# Aju
Aju (tiếng Mông Cổ: ᠠᠵᠦ, Ажу, Ачу; 1227-1287), gọi được chép trong các sử liệu chữ Hán là A Truật (阿朮) hoặc A Thuật (阿術), là một tướng lĩnh người Mông Cổ nổi bật, đóng góp vai trò quan trọng trong các chiến dịch quân sự lập nên nhà Nguyên, đặc biệt với các chiến dịch viễn chinh Đại Lý, Đại Việt và chiến dịch Tương Phàn dẫn đến sự diệt vong của nhà Nam Tống.

## Thân thế binh nghiệp
Aju là người của bộ tộc Jarchud Mông Cổ, con trai của Uriyangqatai (Ngột Lương Hợp Thai). Ông nội là Subotai (Tốc Bất Đài), một trong Tứ khuyển của Thành Cát Tư Hãn.
Năm 1253, Aju theo cha dẫn binh tấn công Đại Lý. Năm 1254, công chiếm Quý Châu, năm 1255, công chiếm Tây bộ Tứ Xuyên, lập căn cứ lâu dài để chuẩn bị xâm lược Nam Tống.
Đầu năm 1258, Aju lại theo cha Uriyangqatai từ Đại Lý đánh vào Đại Việt. Lực lượng quân Mông Cổ gồm 3.000 kỵ binh Mông Cổ và 1 vạn quân Đại Lý, do tướng Mông Cổ chỉ huy, dự định sẽ công kích Nam Tống từ phía Nam. Aju được Uriyangqatai giao chỉ huy một đơn vị gồm 1.000 quân kỵ Mông Cổ, cùng với một cách quân khác do Cacakdu chỉ huy khoảng 1 vạn binh sĩ Đại Lý thành lực lượng tiên phong đi dọc sông Hồng vào Đại Việt.
Ngày 17 tháng 1 năm 1258, trong trận giáp chiến đầu tiên giữa quân Mông Cổ và quân Đại Việt tại Bình Lệ Nguyên (nay là Bình Xuyên, Phú Thọ), Aju chỉ huy một cánh quân đánh tập hậu quân Đại Việt. Trong trận này, Aju đã sai quân dùng tên bắn vào voi của đối phương, làm voi hoảng sợ lồng trở lại vào đội hình đối phương. Sau đó, Aju tham gia các trận giao chiến với quân Đại Việt tại Phù Lỗ cũng giành thắng lợi. Mặc dù chiếm được thành Thăng Long, nhưng đến ngày 29 tháng 1 năm 1258, tức chỉ 12 ngày sau trận giáp chiến đầu tiên, Aju cùng quân đội Mông Cổ đã bị quân Đại Việt đánh bật khỏi Thăng Long và sau đó phải rút lui về Vân Nam.
Từ năm 1258, cha con Aju theo phò các Đại hãn Mông Ca rồi Hốt Tất Liệt và tham gia các trận đánh nhà Tống. Aju đã được giao 1 vạn quân và trong vòng chỉ 2 năm chiếm được 13 thành và diệt được 4 vạn quân Tống. Năm 1260, Hốt Tất Liệt lên ngôi hoàng đế nhà Nguyên. Aju trở thành tướng chỉ huy lực lượng túc vệ của hoàng gia (Kheshig).
Năm 1261, Aju được cử đi đánh Liên Thủy, tham gia các chiến dịch truy kích lục quân và hải quân Tống. Từ năm 1267, ông là chủ soái lực lượng Mông Cổ giao chiến với quân Nam Tống tại Tương Dương (Hồ Bắc) trong 6 năm ròng. Năm 1273, ông sử dụng chiến thuật pháo binh của người Hồi giáo trong trận Tương Dương và hạ được Phàn Thành. Với thất bại Tương Dương, nhà Nam Tống bước vào con đường diệt vong.
Năm 1274, Aju được thăng làm Kinh Hồ hành tỉnh Bình chương chánh sự, cùng với Bá Nhan đông hạ. Năm 1275, công chiếm Lâm An, Qua Châu, tiêu diệt viện quân Nam Tống ở vùng Lưỡng Hoài. Năm 1276, công phá Dương Châu, Thái Châu.
Sau khi Nam Tống diệt vong, ông được Đại hãn Hốt Tất Liệt giao phòng thủ Beshbalik (sử Hán viết là Biệt Thập Bốc Lực, 別什卜力, nay thuộc huyện Cát Mộc Tát Nhĩ, tỉnh Tân Cương, Trung Quốc), nhằm đề phòng các hoạt động quân sự của hãn Hải Đô của hãn quốc Sát Hợp Đài chống lại chính quyền trung ương.
Năm 1287, Aju nhận lệnh thảo phạt Sarban (Hải Nhan) nhưng bị tử trận. Một số tài liệu chép ông tử trận năm 1286.